# Bokovskij rajon
Il Bokovskij rajon, in russo Боковский район?, è un rajon dell'Oblast' di Rostov, nella Russia europea. Istituito nel 1934, il capoluogo è Bokovskaja.